# Ariane à ventre gris
Amazilia tzacatl
Espèce
Répartition géographique
Statut de conservation UICN

 LC  : Préoccupation mineure
Statut CITES
L'Ariane à ventre gris  (Amazilia tzacatl) est une espèce de colibris, la  famille des trochilidés.

## Description
Le mâle a les parties supérieures vert-bronze métallique ou verdâtre, plus foncées et plus ternes sur le haut de la tête. Le dessus de la couverture caudale et de la queue est châtaigne. Les rectrices sont bordées, aux extrémités, de bronze foncé. La couverture alaire est parfois partiellement bordée de bronze ou vert-bronze. Les rémiges sont sombres légèrement nuancées de violet. La zone lorale est châtaigne. La région malaire, la gorge et le haut et les côtés de la partie basse de la poitrine sont vert-émeraude métallique jaune vif. Le menton et le haut de la gorge sont chamois clair ou blanc chamoisé, plus présent sur le menton. L'abdomen et la partie médiane du bas de la poitrine sont gris-brunâtre. Les flancs sont vert-bronze. Les sous-caudales sont roux-cannelle. Présence d'une touffe de plumes blanches sur le fémur. Le bec est brunâtre avec l'extrémité sombre avec la mandibule parfois plus noirâtre. L'œil est brun foné et les pattes sont sombres.

La femelle est similaire au mâle mais généralement avec le vert des parties inférieures marqué par des marges blanchâtre. Le gris de l'abdomen est plus pâle et la couleur châtaigne de la zone lorale est moins visible, voir totalement absente.

## Habitat
Cet oiseau fréquente les forêts sempervirentes humides, les plantations et les clairières fleuries.

## Nidification
Cette espèce construit un nid en forme de coupe avec du duvet de plantes, des fibres végétales, des toiles d'araignée et de la mousse pour l'extérieur. Il est posé sur une branche horizontale ou une fourche d'un arbre ou d'un arbuste. La femelle y pond 2 œufs qu'elle couve seule tandis que le mâle défend son territoire.

## Répartition et sous-espèces
Selon la classification de référence du Congrès ornithologique international (14.2, 2024) elle de répartit en 5 sous-espèces (ordre phylogénique) :
- Amazilia tzacatl tzacatl (de la Llave, 1833) — sud du Mexique et Amérique centrale ;
- Amazilia tzacatl handleyi Wetmore, 1963 — Escudo de Veraguas ;
- Amazilia tzacatl fuscicaudata (Fraser, 1840) — nord de la Colombie et du Venezuela ;
- Amazilia tzacatl brehmi Weller (de) & Schuchmann (de), 1999 — sud-ouest de la Colombie ;
- Amazilia tzacatl jucunda (Heine, 1863) — El Chocó.